# العميل دائما على حق

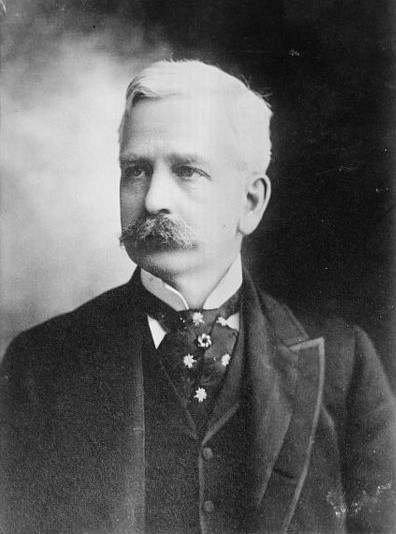
مارشال فيلد شعارات مثل "أعط السيدة ما تريد" في متجره بشيكاغو.

«العميل دائمًا على حق» هو شعار وطني أو عبارة تهيب بفريق الخدمة أن يعطوا أولوية كبيرة لرضاء العميل. ولقد انتشر هذا الشعار على نطاق واسع بواسطة بائعي تجزئة مشهورين وناجحين مثل هاري جوردون سيلفريدج، وجون واناميكر ومارشال فيلد. حيث دعوا إلى التعامل مع شكاوى العملاء بجدية حتى لا يشعروا بأنهم خدعوا أو تم النصب عليهم. ولقد كان هذا الاتجاه جديدًا ومؤثرًا عندما كان التحريف منتشرًا وكان التحذير (اجعل المشتري على وعي) مبدأً قانونيًا عامًا. Vومن التنويعات المختلفة لها شعار le client n'a jamais tort (الزبون لا يخطئ أبدًا) والذي كان شعار مسئول الفندق سيزار ريتز الذي قال، «إذا اشتكى الزبون من طبق أو من النبيذ، فارفعه في الحال واستبدله، ولا تسأل أي أسئلة.»

## كتابات أخرى
- Benefiel، Margaret (2005). Soul at Work: Spiritual Leadership in Organizations. Church Publishing, Inc.
- Freiberg، Kevin؛ Freiberg، Jackie (2001). Nuts!: Southwest Airlines' crazy recipe for business and personal success. Texere. ISBN:9781587991196.
- Woods، Allan؛ Hebron، Lesley؛ Bradley، Sally (2001). Customer Service: S/NVQ Level 3. Heinemann. ISBN:9780435452278.
- Iacobucci، Dawn؛ Grayson، Kent؛ Ostrom، Amy (15 يوليو 1994). "Customer Satisfaction Fables". Sloan Management Review. ج. 35 ع. 4: 93&amp, ndash, 96. مؤرشف من الأصل في 2013-02-16.
- Henney، Nella Braddy (1922). "The Value of Courtesy". The Book of Business Etiquette. Garden City, N.Y.: Doubleday, Page &amp; Co.

## وصلات خارجية
- 30 Ways to Show Your Customers They're Always Right
- 3 Reasons Why the Customer Isn't Always Right
- Not Always Right - Funny Stories and Anecdotes
- The Customer Is Not Always Right, But They Do Have All the Answers
- The customer is (not) always right
- Top 5 reasons why “The Customer Is Always Right” is wrong
- WHY CUSTOMER IS KING – ALWAYS